# Danny Seraphine

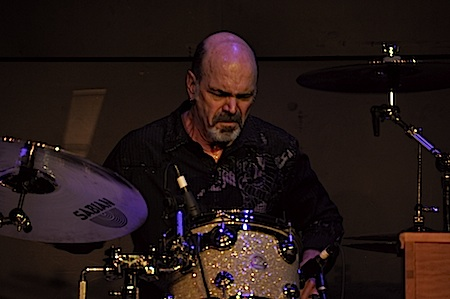

Danny Seraphine (Daniel Peter Seraphine), född 28 augusti 1948 i Chicago, är en amerikansk trumslagare, percussionist och producent.
Seraphine började spela trummor när han var 9 år. 1969 var han med och bildade musikgruppen Chicago. Han var med i gruppen fram till och med år 1990 då han tvingades sluta efter oenigheter med några av de övriga medlemmarna. Efter tiden i Chicago har han ägnat sig åt att producera musikaluppsättningar, men han har även fortsatt med musiken. Bland annat med sitt band California Transit Authority.